# アザトース

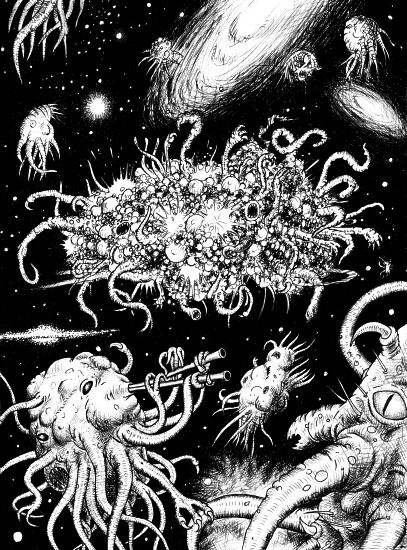
アザトースと蕃神たち

アザトース（英: Azathoth）は、ハワード・フィリップス・ラヴクラフトの作品およびクトゥルフ神話に登場する架空の神性。アザトホースとも。「魔皇」「万物の王」「白痴の魔王」と呼ばれ、神々の始祖とされる。

## ラヴクラフト作品におけるアザトース

### 背景
ラヴクラフトが1919年にしたためた備忘録に「アザトース――おぞましき名前」という一節があり、これがアザトースという名前の初出とされる。本来アザトースは聖書に由来し、アザゼルとアナトテを合成した語だったのではないかという仮説をロバート・M・プライスは唱えている。
ラヴクラフトの1919年の備忘録には「遙かなる魔皇アザトースの暗澹たる玉座を捜し求める恐るべき旅路」という小説の構想も記されており、これを彼はウィリアム・トマス・ベックフォードの『ヴァセック』のような長編小説に発展させようと考えていた。ラヴクラフトのこの試みは実現せず、「アザトース」と題する約500語の断章のみが現存しているが、後に案を使い回して書いたのが1926年の「未知なるカダスを夢に求めて」なのではないかとウィル・マレーは指摘している。
ロード・ダンセイニの『ペガーナの神々』に登場するマアナ＝ユウド＝スウシャイからもラヴクラフトは着想を得たのではないかとプライスは推測している。マアナ＝ユウド＝スウシャイは「神々を創り出し、しかる後に休んだ」とされる創造神で、彼が眼を覚ますと世界も神々も消えてしまうため、鼓手スカアルが常に太鼓を打ち鳴らしてマアナ＝ユウド＝スウシャイを鎮めている。超自然的な楽師に付き添われた意思なき神であるマアナ＝ユウド＝スウシャイは明らかにアザトースの原形だというのがプライスの説である。

### 作品
断章「アザトース」を別にすれば、ラヴクラフトがアザトースに言及した最初の作品は「未知なるカダスを夢に求めて」であり、そこでは次のように描写されている。
| 「                                      | すべての無限の中核で冒瀆の言辞を吐きちらして沸きかえる、最下の混沌の最後の無定形の暗影にほかならぬ―すなわち時を超越した想像もおよばぬ無明の房室で、下劣な太鼓のくぐもった狂おしき連打と、呪われたフルートのかぼそき単調な音色の只中、餓えて齧りつづけるは、あえてその名を口にした者とておらぬ、果しなき魔王アザトホース | 」 |
| — （『ラヴクラフト全集 6』、173頁より） | |    |

アザトースへの言及がある次の作品は「闇に囁くもの」（1931年発表）であり、「死霊秘法がアザトホートという名称で慈悲深くも隠した、あの角のある空間の向うのもの凄い原子核の渾沌世界」と描写されている。
「魔女の家の夢」では、主人公ウォルター・ギルマンが魔女キザイア・メイスンから「黒い男に会い、窮極の混沌の直中にあるアザトースの玉座に至らねばならぬ」と告げられている。ギルマンは『ネクロノミコン』で「時空のすべてを支配するという、白痴の実体アザトホース」について読んだことがあり、後に「白痴の魔王アザトホースが君臨する、＜混沌＞という窮極の虚空の暗澹たる螺旋状の渦動」へ連れて行かれる。
1935年に執筆された「闇の跳梁者」にもアザトースへの言及があり、「万物の王である盲目にして白痴の神アザトホース」のことが語られている。
ジェイムズ・F・モートンに宛てた1933年4月27日付の手紙でラヴクラフトはモートンのことを戯れに「ユーピテルの子孫」と呼び、自分とクラーク・アシュトン・スミスはアザトースの末裔であると述べている。この設定がラヴクラフトの作品で使われたことはないが、アザトースは自らの子であるナイアーラトテップと「闇」「無名の霧」を通じてヨグ＝ソトースやシュブ＝ニグラス、ナグとイェブ、クトゥルフ、ツァトゥグァらを生み出したとされる。この冗談においてラヴクラフトはナイアーラトテップの、スミスはツァトゥグアの末裔ということになっている。

## その他の作品におけるアザトース

### オーガスト・ダーレスなど
ラヴクラフト以外にも大勢の作家がアザトースに言及しており、その筆頭はオーガスト・ダーレスである。ラヴクラフトの残した断章を基にダーレスが書き上げた長編『暗黒の儀式』ではアザトースは旧支配者の総帥とされ、キリスト神話におけるルシフェルのような役割を担っている。ダーレスはアブドル・アルハズラットの『ネクロノミコン』に仮託して次のように述べた。

ベテルギウスを治める旧神に反旗を翻したるものども、旧神に刃向かいて戦いし旧支配者……旧支配者を率いたるは盲目なる痴愚の神アザトース、そしてヨグ＝ソトースなり……

ダーレスによるとアザトースは旧神に反逆した罰として意思と知性を剥奪されたが、『暗黒の儀式』ではアザトースの復活も予言されている。

盲目なる痴愚神、有害なるアザトースが蘇る。世界の中心、混沌と破壊のみがあるところ、かの神が万物すなわち無窮の核心にて沸騰しつつ冒涜の言葉を吐くところより蘇る……

クトゥルフ神話の体系化（およびダーレス神話）には、辞典を作ったフランシス・レイニーとリン・カーターの貢献も大きい。ダーレス世界観では「旧神はアザトースよりも上位の存在」とされている。レイニー世界観ではそれを掘り下げ「アザトースは旧支配者の最高位にあったが、邪悪さゆえ旧神に追放された」と記している。またカーターは、アザトースが旧神に知性を奪われたことや、旧神がアザトースとウボ＝サスラの双子神を創造したこと（陳列室の恐怖）などの設定を追加した。

### ラムジー・キャンベル
ダーレスの薫陶を受けたラムジー・キャンベルは1964年に「妖虫」を発表し、アザトースを崇拝する妖虫を登場させた。シャッガイ星で誕生した彼らは、他の種族を奴隷にしてはアザトースへの生贄とする。
アザトースが旧神の罰を受ける前の姿をかたどった像が「妖虫」には登場する。その姿は二枚貝のような外殻を持ち、多数の長い偽足が延びている。殻の中には毛に覆われたものがいる。
キャンベルの「暗黒星の陥穽」によると、『ネクロノミコン』にはアザトースの別名が記されている。その名は明らかになっていないが、Nで始まるという。

### ブライアン・ラムレイ
ブライアン・ラムレイの作品では旧支配者の首領はアザトースではなくクトゥルフであり、アザトースは宇宙生成の原動力ともいうべき別格の存在である。アザトースの落とし子はほとんどが自己を制御できずに自壊するが、中には正気を保って生きながらえるものもいる。名を知られている落とし子としてアザータ・アザーテ・アザートゥの三柱があり、彼らを総称してアザーティという。

### その他
ラヴクラフト以外で最初にアザトースを具体的に作品に組み込んだのは、ヘンリー・カットナーである。カットナーは1939年の作品『ヒュドラ』にアザトースを登場させ、さらに「あらゆる存在は万物の王アザトースの思考により創造された」と言及している。
存在する宇宙は眠るアザトースの見る夢にすぎず、アザトースが目覚めると消滅してしまうともよく言われるが（漫画『エンジェルフォイゾン』はこの設定を採用している）、これは先述したマアナ＝ユウド＝スウシャイが混同されている可能性を森瀬繚が指摘している。
クトゥルフ神話TRPGの挿絵にて、アザトースがビジュアル化されている。沸き立つ触手と肉の塊として描かれる。